# Élie Belorizky
Élie Belorizky (né le 4 août 1939) est un professeur émérite français de physique à l'Université Joseph-Fourier,. Belorizky a écrit plus d'une centaine d'articles dans des revues scientifiques et, avec Yves Ayant, a élaboré des manuels et des exercices de physique et de mathématiques pour l'enseignement universitaire.

## Biographie

### Formation
Depuis 1966, Belorizky est titulaire d'un doctorat en physique avec la thèse Étude de la structure et de l'élargissement des raies de résonance électronique d'ions terre rare ayant un fondamental cristallin [Gamma] 8 en symétrie cubique.

### Travaux universitaires
Il est collaborateur scientifique au Laboratoire interdisciplinaire de physique (LIPhy) de l'Université Grenoble-Alpes. Il est également assesseur scientifique au CEA Grenoble auprès de la Direction de la Recherche Technologique (DRT) où il travaille sur les images médicales générées par RMN.
Belorizky a été nommé à un poste de post-doctorant au département de physique théorique de l'université d'Oxford. Il est également président du comité d'habilitation de l'Université Joseph-Fourier (département de physique de l'UJF) et a dirigé les thèses de Karine Lang-Humblot, Marc Jeannin, Marie-Pierre Ferroud-Plattet et a été président du jury de Pascal Roos et Dominique Boutigny.

## Œuvres

### Thèse
- Élie Belorizky, Étude de la structure et de l'élargissement des raies de résonance électronique d'ions terre rare ayant un fondamental cristallin [Gamma] 8 en symétrie cubique, 1966 (OCLC 43036555)

### Livres
- Élie Belorizky et Yves Ayant, Cours de mécanique quantique: maîtrise de physique, 1969
- Élie Belorizky et Yves Ayant, Cours de mathématiques pour la physique, Université Joseph Fourier, coll. « Collection Grenoble sciences », 1995 (ISBN 978-2-908019-43-8)
- Élie Belorizky et Yves Ayant, Mécanique quantique. Avec exercices et problemes résouls, Dunod, coll. « Sciences Sup. », 10 mai 2000 (ISBN 978-2-10-004742-0)
- Élie Belorizky et Yves Ayant, Mécanique quantique. Cours avec 87 exercices corrigés, Dunod, coll. « Sciences Sup. Cours et exercices corrigés - Master - Ecoles d'ingénieur », 2007 (ISBN 978-2-10-051019-1)
- Élie Belorizky, Outils mathématiques à l'usage des scientifiques et ingénieurs, 2015